# Julius Bechgaard
Julius Andreas Bechgaard ([født 22. december 1843 i København, død 4. marts 1917 på Frederiksberg) var en dansk komponist. Han blev titulær professor i 1894.
Bechgaard blev bl.a. uddannet i Leipzig fra 1859-1861 og senere af Johan Christian Gebauer i København. I 1868-70 var han organist ved den katolske St. Ansgar Kirke i København, men fik i 1872 Det anckerske Legat og rejste i 1872-73 i Tyskland og Italien og besøgte senere Paris. Siden levede han for og af at komponere og var ret populær og agtet i sin samtid.
Som komponist debuterede han med et hæfte Firstemmige Sange, Op. 1 i 1866 og gennem sit liv skrev han op mod 200 sange, tit i form af sangcykler. Hans ambitioner gik dog også i retning af teatret, og han skrev musik til skuespil og 3 operaer, af hvilke det dog kun var Frode, der blev opført. Hans musik var påvirket dels af Gade og dels af Robert Schumann, Wagner og Hector Berlioz.

## Musikken
- op. 1 Firstemmige Sange, Op. 1 (1866)
- op. 2 Fire Fantasiestykker
- op. 4 Trois Impromptus pour Piano
- op. 5 12 sange
- op. 6 Fantasi-Billeder (klaver)
- op. 7 Idyller (sange)
- op. 8 Lyriske Tonebilleder (klaver)
- op. 9 Sømandsliv (Sange 1872)
- op. 10 I Vaar (klaver)
- op. 11 Julerosen (Mezzo-Sopran og Baryton med Piano)
- op. 12 Paa Valpladsen (sange 1880)
- op. 13 Koncertouverture i e-mol (1878)
- op. 14 Under Lövet (sange)
- op. 15 Poésies musicales (klaver)
- op. 19 Lyriske sange af Ernst von der Recke
- op. 20 Melodier til Digte af Ernst von der Recke
- op. 21 Kvartetsange for Mandsstemmer
- op. 23 Tre Sange
- op. 27 Vaarlængsel
- op. 58 Lys og Skygge (sange)
- op. 59 Naturbørn (sange)
- op. 60 Fire Sange for en dyb Stemme

- Symfoni i D-dur (1883)
- Strandby Folk (skuespil af Drachmann 1883)
- Frode (opera 1893)
- Conradino (opera)
- Dødens Gudsøn (opera)
- Kender du Danmark (sang)
- Poesier af Thor Lange: Hefte I-II